# Pedro Dias Leme
Pedro Dias Pais é conhecido como o pai do famoso bandeirante Fernão Dias Paes Leme. Morreu em São Paulo em 1633, sendo sepultado na capela-mor da igreja do Carmo. Teve muitos cargos públicos, sendo pessoa de muita estimação, como se dizia.
Pedro era um dos sete filhos de Fernando Dias Pais (morto em São Paulo em 5 de outubro de 1605), que se estabelecera no sitio de Pinheiros e casou duas vezes, com D. Helena Teixeira e depois com D. Lucrecia Leme.
Foram irmãos seus:
- (1) Leonor Leme, casada com Simão Borges de Cerqueira, fidalgo português.
- (2) Fernando Dias Paes Leme (casado com Catarina Camacho);  administrador geral das aldeias do Real Padroado; morto sem deixar geração.
- (3) Maria Leme (casada com Manoel João Branco, português de grande fortuna);
- (4) Isabel Paes (casada com José Serrão) sem deixar geração;
- (5) Luzia Leme (casada com o capitão-mor governador Pedro Vaz de Barros, português, sendo pais de Fernando Pais de Barros (morto em 30 de março de 1709), intrépido pelas explorações do sertão e notável pelas riquezas que adquiriu. Gastou a maior parte delas no serviço do Estado, fazendo donativos consideráveis para as empresas e urgências da Coroa conforme mostra em 1675 o livro de vereanças da Câmara de Santos. Foi honrado com cartas régias de agradecimento em 1664 e em 12 de setembro de 1678, esta recomendando-lhe auxiliar o governador D. Manuel Lobo, que ia fundar a colônia do Sacramento. Nisso se houve Fernando Pais de Barros com toda galhardia, aprontando-lhe fornecimentos de víveres para a tropa, tudo a sua custa, e fazendo por esta ocasião extraordinária despesa. Não teve filhos de seus dois casamentos, um com D. Maria de Mendonça, mas deixou uma bastarda chamada Inácia Pais, tida em solteiro de uma mulata de Pernambuco, a qual fez casar com seu primo Brás Leme de Barros e depois com o reinol João Martins Claro.
- (6) Luís Dias Leme (casado com Catarina Pelaes).

## Casamento e posteridade
Sua mulher Maria Leite (da Silva), morta em São Paulo em 1670, era filha de Pascoal Leite (da Silva) Furtado (açoriano vindo da ilha de Santa Maria) e de Isabel do Prado Pedroso. Tiveram muitos filhos:
- 1 -o primogênito foi o célebre bandeirante Fernão Dias Pais (Leme), capitão-mor, morto em 1681).
- 2 -